# كيموكو كامارا
كيموكو كامارا Kémoko Camara (بالفرنسية: Kémoko Camara)‏، من مواليد 4 مايو 1975 في غينيا، لاعب كرة قدم غيني سابق في مركز حراسة المرمى.
بدأ مسيرته الكروية مع نادي هارلبيكي في عام 1999، ولعب معهم حتى عام 2001، وشارك معهم في 34 مباراة، وفي عام 2001 انتقل إلى نادي زود ويست، ولعب معهم حتى عام 2003، وفي موسم 2003/2004 انتقل إلى نادي أبناء بني سخنين الإسرائيلي، وفي عام 2004 انتقل إلى نادي ماكابي أهي نازاريث الإسرائيلي، وفي عام 2004 انتقل إلى نادي هافيا كوناكري، ولعب معهم حتى عام 2006، وفي موسم 2006/2007 انتقل إلى نادي أمازولو.
وقد لعب مع منتخب غينيا لكرة القدم بين سنوات 1998 و2013.

## روابط خارجية
- كيموكو كامارا على موقع الاتحاد الدولي (مؤرشف)  (الإنجليزية)
- كيموكو كامارا على موقع قاعدة بيانات كرة القدم.إي يو (الإنجليزية)
- كيموكو كامارا على موقع ناشيونال فوتبول تيمز (الإنجليزية)
- كيموكو كامارا على موقع Soccerbase.com (لاعب) (الإنجليزية)